# Moimir Papalescu & The Nihilists
Skupina Moimir Papalescu & The Nihilists vznikla v létě roku 2003. Založili jí Mirek Papež známý pod pseudonymem Moimir Papalescu (Gun Dreams, Magnetik, Papalescu2, Die Alten Maschinen, Vanessa), La Petite Sonja (Kill The Dandies!) a Hank J. Manchini (Kill The Dandies!, Rány Těla, Thee Lazy Eyes). Dalšími členy byli pak v minulosti i Peter Venkrbec a Vratislav Placheta. Mezi hlavní hudební vlivy patří taková seskupení jako Cabaret Voltaire, Suicide, nebo třeba The Fall. První album s názvem Analogue Voodoo vydala skupina u společnosti X Production/Manipulation Records v roce 2004. Za něj pak získali cenu Anděl v žánrové kategorii elektronická a taneční hudba. Později se spojili s berlínským producentem a majitelem labelu Pale Music Steve Morellem. Ve spolupráci s ním vydali roku 2005 singl obsahující píseň Summer Deviation doplněný o remixy od Sunshine, Steve Morella, či Marca Lanziho. Druhé album Lewis Neptune skupina vydala v roce 2006. Po delší odmlce v roce 2023 kapela vydává singly s názvy Jerry The Lizard, Interspieces Love a Call Me Hank a zároveň se vrací na pódia. V březnu 2024 pak vychází u labelů Indies Scope / Drug Me Records třetí album s názvem Mystery Women in the Acid Pools.

## Diskografie
- Analogue Voodoo (2004)
- Lewis Neptune (2006)
- Mystery Women in the Acid Pools (2024)

## Ocenění
- Dance & Hip-hop, Ceny Anděl 2004